# Ateuchus procerum
Ateuchus procerum là một loài bọ cánh cứng trong họ Bọ hung (Scarabaeidae).